# Six Flags
Six Flags to największa na świecie sieć parków rozrywki, posiadająca 21 parków, z czego 18 używa nazwy Six Flags.
Pierwszy park, Six Flags Over Texas, został założony w 1961 roku przez Angusa G. Wynne’a w Teksasie. Nazwa Six flags (ang. sześć flag) pochodzi od sześciu flag, które Teksas posiadał w swojej historii.

## Początek
Początkiem sieci Six Flags było otwarcie w 1961 pierwszego parku Six Flags Over Texas zbudowanego przez Angusa G. Wynnego w miasteczku Arlington w hrabstwie Tarrant. Tematyka parku była zróżnicowana, lecz w większości były to małe wsie prawdziwych Indian. W parku znajdowały się również: „huśtające” przejażdżki, kolej która brała gości na przejażdżkę po parku i „Skull Island” (Czaszkowa Wyspa), plac zabaw dla dzieci pełen przygód. W parku można było również popłynąć francuską łódką między dzikimi terenami. Z biegiem lat te i inne atrakcje, oprócz kolejki, zostały wymienione na inne, na przykład kolejki górskie lub przejażdżki nowych technologii.

## Dalszy rozwój
Oryginalny park w Arlington, Six Flags Over Texas został sprzedany w 1966 Penn Central Corp. Kompania ta zaczęła się rozbudowywać i kupować więcej parków. Jako Six Flags Corp. kupiła park Six Flags St. Louis w 1971, jak i Six Flags Astroworld w Houston w 1975. Sieć powiększała się o kolejne parki, np. Six Flags Magic Mountain. Po kupieniu Six Flags Great America w miasteczku Gurnee w stanie Illinois, Penn Central Corp. sprzedała sieć Bally Man. Corp. w 1982.
W 1984 Time Warner współpracowało z Bally. Dodano kreskówki ze znanego wszystkim Warner Bros. takie jak Królik Bugs. W 1990 Time Warner miał 19,5% udziałów, w 1991 aż 50%. W 1993 Time Warner wykupił brakujące udziały i zmienił nazwę z Six Flags Corp. na Six Flags Theme Parks Inc.

## Premier Parks
Six Flags Theme Parks Inc. zostało wykupione w całości 1 kwietnia 1998 od Time Warner przez Premier Parks za 1,86 miliarda dolarów. Od tego czasu sieć parków zaczęła wydawać ogromne pieniądze i przynosić straty. Nazwę Six Flags nadano mniejszym, wcześniej wykupionym i powiększonym parkom, takim jak Darien lake, Elitch gardens czy Adventure World. W 2000 roku firma Premier Parks zmieniła swoją nazwę na Six Flags, Inc. Premier Park zaczęło szybko budować dużą liczbę wielkich kolejek górskich i otwierać nowe parki, nawet poza granicami USA: w Kanadzie, Meksyku, Francji, Hiszpanii, Holandii, Belgii i Niemczech. W większości nosiły one nazwę Six Flags. Sieć parków nieprzerwanie od roku 1998 przynosi straty, które w sumie sięgnęły 2 miliardów dolarów z powodu nadmiernej ekspansji, przeinwestowania i nieprawidłowego zarządzania parkami.

## Era Shapiro
Na początku 2005 część udziałowców była niezadowolona z powodu bardzo niskich cen udziałów, strat przynoszonych przez kompanię i jej ogromnych wydatków. Red Zone LLC, która miała 12% udziałów, wraz z Billem Gatesem (11% udziałów) sprzeciwiła się kompanii i żądała zmiany jej prezesa. Po długiej walce i wykupieniu dużej liczby udziałów, 22 listopada 2005 Red Zone przejęła kontrolę nad siecią parków. Obecnie sieć Six Flags nie koncentruje się tak jak poprzednio na młodzieży, lecz na całych rodzinach. Atrakcje które zostały dodane w 2006, czyli duża liczba wielkich kolejek górskich; były za czasów Premier Park. Dopiero w 2007 można było zauważyć nowe rodzinne atrakcje takie jak dzielnice dla dzieci Wiggle’s World i Thomas Town.

## Parki

### Stany Zjednoczone

#### Kalifornia
- Six Flags Magic Mountain, Los Angeles
- Six Flags Hurricane Harbor, Los Angeles
- Six Flags Discovery Kingdom, Vallejo

#### Georgia
- Six Flags Over Georgia, Atlanta
- Six Flags White Water, Atlanta
- American Adventures, Atlanta

#### Illinois
- Six Flags Great America & Six Flags Hurricane Harbor, Chicago
- Six Flags Great America Saint Louis

#### Kentucky
- Six Flags Kentucky Kingdom & Splashwater Kingdom, Louisville

#### Maryland
- Six Flags America & Six Flags Hurricane Harbor, Baltimore / Waszyngton

#### Massachusetts
- Six Flags New England & Six Flags Hurricane Harbor, Springfield

#### Missouri
- Six Flags St. Louis & Six Flags Hurricane Harbor, Eureka

#### New Jersey
- Six Flags Great Adventure, Jackson
- Six Flags Hurricane Harbor, Jackson
- Six Flags Wild Safari, Jackson

#### Nowy Jork
- The Great Escape & Splashwater Kingdom, Lake George
- Six Flags Great Escape Lodge & Indoor Waterpark Lake George

#### Teksas
- Six Flags Over Texas, Arlington
- Six Flags Hurricane Harbor, Arlington
- Six Flags Fiesta Texas & White Water Bay, San Antonio

### Kanada

#### Quebec
- La Ronde, Montreal

### Meksyk

#### Dystrykt Federalny
- Six Flags Mexico, Meksyk

### Arabia Saudyjska
- Six Flags Qiddiya, Al-Muzahmijja

## Sprzedane lub zamknięte parki
- Six Flags AutoWorld (Flint, Michigan) Zamknięte: 1985
- Six Flags Atlantis (Hollywood, Floryda) Sprzedane: 1989
- Six Flags Power Plant (Baltimore, Maryland) Zamknięte: 1989
- Six Flags Worlds of Adventure (Aurora, Ohio) Sprzedane: 2004
- Six Flags Belgium (Bruksela, Belgia) Sprzedane: 2004
- Six Flags Holland (Dronten, Holandia) Sprzedane: 2004
- Bellewaerde (Ieper, Belgia) Sprzedane: 2004
- Movie Park Germany (Bottrop, Niemcy) Sprzedane: 2004
- Walibi Aquitaine (Bordeaux, Francja) Sprzedane: 2004
- Walibi Lorraine (Metz, Francja) Sprzedane: 2004
- Walibi Rhône-Alpes (Lyon, Francja) Sprzedane: 2004
- Parque Warner Madrid (Madryt, Hiszpania) Sprzedane: 2004
- Six Flags Astroworld (Houston, Teksas) Zamknięte: 2005
- Six Flags New Orleans (Nowy Orlean, Luizjana) Zamknięte: 2005 z powodu huraganu Katrina
- Wyandot Lake (Columbus, Ohio) Sprzedane: 2006
- Six Flags Waterworld (Sacramento, Kalifornia) Sprzedane: 2006

### Parki sprzedane do PARC 7F
- Darien Lake Theme Park Resort (Buffalo, Nowy Jork) Sprzedane: 2007
- Elitch Gardens (Denver, Kolorado) Sprzedane: 2007
- Frontier City (Oklahoma City, Oklahoma) Sprzedane: 2007
- White Water Bay (Oklahoma City, Oklahoma) Sprzedane: 2007
- SplashTown (Houston, Teksas) Sprzedane: 2007
- Waterworld Concord (Concord, Kalifornia) Sprzedane: 2007
- Wild Waves and Enchanted Village (Seattle, Waszyngton) Sprzedane: 2007